# دیوید جنکینز (ورزشکار)
دیوید جنکینز (انگلیسی: David Jenkins؛ زادهٔ ۲۵ مهٔ ۱۹۵۲) دونده اهل بریتانیا است.